# Надхвърляне на стойността
Надхвърляне на стойността или надхърляне на разноските, или бюджетен преразход е непредвиден разход, появяващ се при надхвърляне на бюджетната сума, заради подценяване на актуалната стойност по време на бюджетирането. Бюджетният преразход трябва да се различава от разходната ескалация, която е използвана, за да означи очакван растеж на бюджетната стойност (разноски), поради фактори като инфлация.
Бюджетният преразход е чест при инфраструктурните, строителствените и технологичните проекти. Обширно изследване на бюджетния преразход, публикувано от списанието на Американската асоциация по планиране през 2002 посочва, че 9 от 10 проекта за строителство имат подценена стойност.
|  | Тази страница частично или изцяло представлява превод на страницата Cost overrun в Уикипедия на английски. Оригиналният текст, както и този превод, са защитени от Лиценза „Криейтив Комънс – Признание – Споделяне на споделеното“, а за съдържание, създадено преди юни 2009 година – от Лиценза за свободна документация на ГНУ. Прегледайте историята на редакциите на оригиналната страница, както и на преводната страница, за да видите списъка на съавторите. ВАЖНО: Този шаблон се отнася единствено до авторските права върху съдържанието на статията. Добавянето му не отменя изискването да се посочват конкретни източници на твърденията, които да бъдат благонадеждни. |